# قائمة البعثات الدبلوماسية المصرية

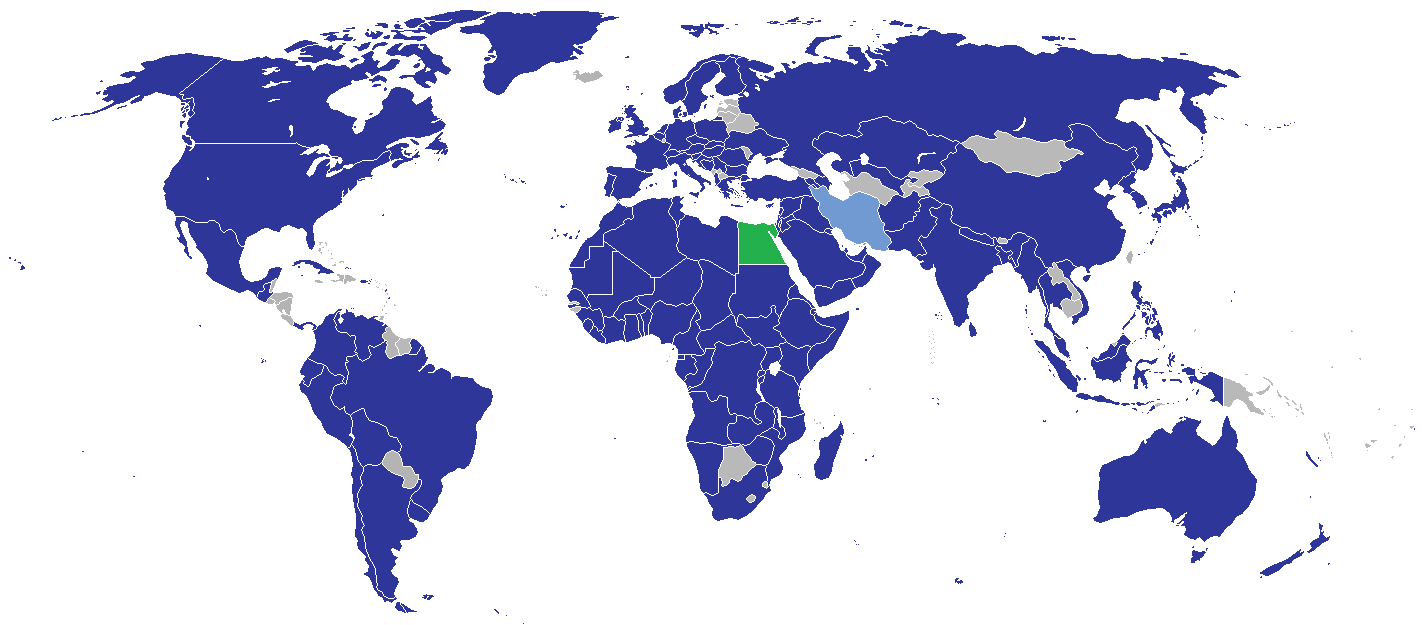
علاقات مصر الدبلوماسية:
مصر.
الدول التي تقيم مصر معها علاقات دبلوماسية كاملة.
الدول التي ترعى فيها مصر مصالحها.
تمثيل دبلوماسي غير مُقيم.

قائمة البعثات الدبلوماسية لجمهورية مصر العربية في دول العالم.

## القائمة
| نوع التمثيل                 | العلاقات                 | الدولة                   | العنوان                          | صورة               |
| --------------------------- | ------------------------ | ------------------------ | -------------------------------- | ------------------ |
| سفارة مصر في لندن           |                          | المملكة المتحدة          | لندن، انجلترا                    | سفارة مصر في لندن  |
| سفارة مصر في برلين          |                          | ألمانيا                  | برلين، ألمانيا                   | سفارة مصر في برلين |
| سفارة مصر في هلسنكي         |                          | فنلندا                   | هلسنكي، فنلندا                   |                    |
| سفارة مصر في كييف           |                          | أوكرانيا                 | كييف، أوكرانيا                   |                    |
| سفارة مصر في موسكو          |                          | روسيا                    | موسكو، روسيا                     |                    |
| سفارة مصر في أوسلو          |                          | النرويج                  | أوسلو، النرويج                   |                    |
| سفارة مصر في باريس          |                          | فرنسا                    | باريس، فرنسا                     |                    |
| سفارة مصر في بودابست        |                          | المجر                    | بودابست، المجر                   |                    |
| سفارة مصر في براغ           |                          | جمهورية التشيك           | براغ، التشيك                     |                    |
| سفارة مصر في روما           |                          | إيطاليا                  | روما، إيطاليا                    |                    |
| سفارة مصر في أثينا          |                          | اليونان                  | أثينا، اليونان                   |                    |
| القنصلية المصرية في جنيف    |                          | سويسرا                   | جنيف، سويسرا                     |                    |
| سفارة مصر في ستوكهولم       |                          | السويد                   | ستوكهولم، السويد                 |                    |
| سفارة مصر في وارسو          |                          | بولندا                   | وارسو، بولندا                    |                    |
| سفارة مصر في أوتاوا         |                          | كندا                     | أوتاوا، كندا                     |                    |
| سفارة مصر في ليما           |                          | بيرو                     | ليما، بيرو                       |                    |
| سفارة مصر في واشنطن العاصمة |                          | الولايات المتحدة         | واشنطن، الولايات المتحدة         |                    |
| سفارة مصر في كانبرا         |                          | أستراليا                 | كانبرا، أستراليا                 |                    |
| سفارة مصر في طوكيو          |                          | اليابان                  | طوكيو، اليابان                   |                    |
| سفارة مصر في أبوظبي         |                          | الإمارات العربية المتحدة | أبوظبي، الإمارات العربية المتحدة |                    |
| القنصلية المصرية في دبي     |                          | الإمارات العربية المتحدة | دبي، الإمارات العربية المتحدة    |                    |
| سفارة مصر في الدوحة         |                          | قطر                      | الدوحة، قطر                      |                    |
| القنصلية المصرية في إسطنبول | العلاقات المصرية التركية | تركيا                    | إسطنبول، تركيا                   |                    |

## أوروبا
- ألبانيا
  - تيرانا (السفارة)
- النمسا
  - فيينا (السفارة)
- أذربيجان
  - باكو (السفارة)
- بلجيكا
  - بروكسل (السفارة)
- البوسنة والهرسك
  - سراييفو (السفارة)
- بلغاريا
  - صوفيا (السفارة)
- كرواتيا
  - زغرب (السفارة)
- قبرص
  - نيقوسيا (السفارة)
- جمهورية التشيك
  - براغ (السفارة)
- الدنمارك
  - كوبنهاغن (السفارة)
- فنلندا
  - هلسنكي (السفارة)
- فرنسا
  - باريس (السفارة)
  - باريس (القنصلية العامة)
  - مرسيليا (القنصلية العامة)
- ألمانيا
  - برلين (السفارة)
  - فرانكفورت (القنصلية العامة)
  - هامبورغ (القنصلية العامة)
- اليونان
  - أثينا (السفارة)
- الفاتيكان
  - مدينة الفاتيكان (السفارة)
- المجر
  - بودابست (السفارة)
- أيرلندا
  - دبلن (السفارة)
- إيطاليا
  - روما (السفارة)
  - ميلانو (القنصلية العامة)
- مالطا
  - لا فاليتا (السفارة)
- هولندا
  - لاهاي (السفارة)
- النرويج
  - أوسلو (السفارة)
- بولندا
  - وارسو (السفارة)
- البرتغال
  - لشبونة (السفارة)
- رومانيا
  - بودابست (السفارة)
- روسيا
  - موسكو (السفارة)
- صربيا
  - بلغراد (السفارة)
- سلوفاكيا
  - براتيسلافا (السفارة)
- سلوفينيا
  - ليوبليانا (السفارة)
- إسبانيا
  - مدريد (السفارة)
- السويد
  - ستوكهولم (السفارة)
- سويسرا
  - برن (السفارة)
  - جنيف (القنصلية العامة)
- أوكرانيا
  - كييف (السفارة)
- المملكة المتحدة
  - لندن (السفارة)

## أمريكا الشمالية
- كندا
  - أوتاوا (السفارة)
  - مونتريال (القنصلية العامة)
- كوبا
  - هافانا (السفارة)
- غواتيمالا
  - مدينة غواتيمالا (السفارة)
- المكسيك
  - مكسيكو سيتي (السفارة)
- بنما
  - مدينة بنما (السفارة)
- الولايات المتحدة
  - واشنطن (السفارة)
  - شيكاغو (القنصلية العامة)
  - هيوستن (القنصلية العامة)
  - لوس أنجلوس (القنصلية العامة)
  - نيويورك (القنصلية العامة)
  - سان فرانسيسكو (القنصلية العامة)

## أمريكا الجنوبية
- الأرجنتين
  - بوينس آيرس (السفارة)
- بوليفيا
  - لاباز (السفارة)
- البرازيل
  - برازيليا (السفارة)
  - ريو دي جانيرو (القنصلية العامة)
- تشيلي
  - سانتياغو (السفارة)
- كولومبيا
  - بوغوتا (السفارة)
- الإكوادور
  - كيتو (السفارة)
- البيرو
  - ليما (السفارة)
- الأوروغواي
  - مونتيفيديو (السفارة)
- فنزويلا
  - كراكاس (السفارة)

## إفريقيا
- الجزائر
  - الجزائر (مدينة) (السفارة)
- أنغولا
  - لواندا (السفارة)
- بنين
  - كوتونو (السفارة)
- بوركينا فاسو
  - واغادوغو (السفارة)
- بوروندي
  - بوجومبورا (السفارة)
- الكاميرون
  - ياوندي (السفارة)
- جمهورية أفريقيا الوسطى
  - بانغي (السفارة)
- تشاد
  - انجمينا (السفارة)
- جمهورية الكونغو
  - برازافيل (السفارة)
- جمهورية الكونغو الديمقراطية
  - كينشاسا (السفارة)
- ساحل العاج
  - أبيدجان (السفارة)
- جيبوتي
  - جيبوتي (السفارة)
- غينيا الإستوائية
  - مالابو (السفارة)
- إريتريا
  - أسمرة (السفارة)
- إثيوبيا
  - أديس أبابا (السفارة)
- الغابون
  - ليبرفيل (السفارة)
- غانا
  - أكرا (السفارة)
- غينيا
  - كوناكري (السفارة)
- كينيا
  - نيروبي (السفارة)
- ليبيريا
  - مونروفيا (السفارة)
- ليبيا
  - طرابلس (السفارة)
  - بنغازي (القنصلية العامة)
- مدغشقر
  - أنتاناناريفو (السفارة)
- مالاوي
  - ليلونغوي (السفارة)
- مالي
  - باماكو (السفارة)
- موريتانيا
  - نواكشوط (السفارة)
- موريشيوس
  - بور لويس (السفارة)
- المغرب
  - رباط (مدينة) (السفارة)
- موزمبيق
  - مابوتو (السفارة)
- ناميبيا
  - ويندهوك (السفارة)
- النيجر
  - نيامي (السفارة)
- نيجيريا
  - أبوجا (السفارة)
  - لاغوس (القنصلية العامة)
- رواندا
  - كيغالي (السفارة)
- السنغال
  - دكار (السفارة)
- سيراليون
  - فريتاون (السفارة)
- جنوب أفريقيا
  - بريتوريا (السفارة)
- جنوب السودان
  - جوبا (مدينة) (السفارة)
- السودان
  - الخرطوم (السفارة)
  - بورت سودان (القنصلية العامة)
- تنزانيا
  - دار السلام (تنزانيا) (السفارة)
  - زنجبار (القنصلية العامة)
- توغو
  - لومي (السفارة)
- تونس
  - تونس (السفارة)
- أوغندا
  - كامبالا (السفارة)
- زامبيا
  - لوساكا (السفارة)
- زيمبابوي
  - هراري (السفارة)

## آسيا
- أفغانستان
  - كابول (السفارة)
- أرمينيا
  - يريفان (السفارة)
- البحرين
  - المنامة (السفارة)
- بنغلاديش
  - دكا (السفارة)
- الصين
  - بكين (السفارة)
  - هونغ كونغ (القنصلية العامة)
  - شانغهاي (القنصلية العامة)
- الهند
  - نيودلهي (السفارة)
  - مومباي (القنصلية العامة)
- إندونيسيا
  - جاكارتا (السفارة)
- إيران
  - طهران (المكتب التجاري)
- العراق
  - بغداد (السفارة)
  - أربيل (القنصلية العامة)
  - الموصل (القنصلية العامة)
- إسرائيل
  - تل أبيب (السفارة)
  - إيلات (القنصلية العامة)
- اليابان
  - طوكيو (السفارة)
- الأردن
  - عَمان (السفارة)
  - العقبة (القنصلية العامة)
- كازاخستان
  - أستانا (السفارة)
  - ألماتي (القنصلية العامة)
- الكويت
  - مدينة الكويت (السفارة)
  - مدينة الكويت (القنصلية العامة)
- كوريا الشمالية
  - بيونغ يانغ (السفارة)
- كوريا الجنوبية
  - سول (السفارة)
- لبنان
  - بيروت (السفارة)
- ماليزيا
  - كوالالمبور (السفارة)
- ميانمار
  - يانغون (السفارة)
- نيبال
  - كاثماندو (السفارة)
- سلطنة عمان
  - مسقط (السفارة)
- باكستان
  - إسلام آباد (السفارة)
- فلسطين
  - ممثلية مصر لدى دولة فلسطين
- الفلبين
  - مانيلا (السفارة)
- قطر
  - الدوحة (السفارة)
- السعودية
  - الرياض (السفارة)
  - الرياض (القنصلية العامة)
  - جدة (القنصلية العامة)
- سنغافورة
  - سنغافورة (السفارة)
- سريلانكا
  - كولمبو (السفارة)
- سوريا
  - دمشق (السفارة)
- تايلاند
  - بانكوك (السفارة)
- تركيا
  - أنقرة (السفارة)
  - إسطنبول (القنصلية العامة)
- الإمارات العربية المتحدة
  - أبوظبي (السفارة)
  - دبي (القنصلية العامة)
- أوزبكستان
  - طشقند (السفارة)
- فيتنام
  - هانوي (السفارة)
- اليمن
  - صنعاء (السفارة)
  - عدن (القنصلية)

## أوقيانوسيا

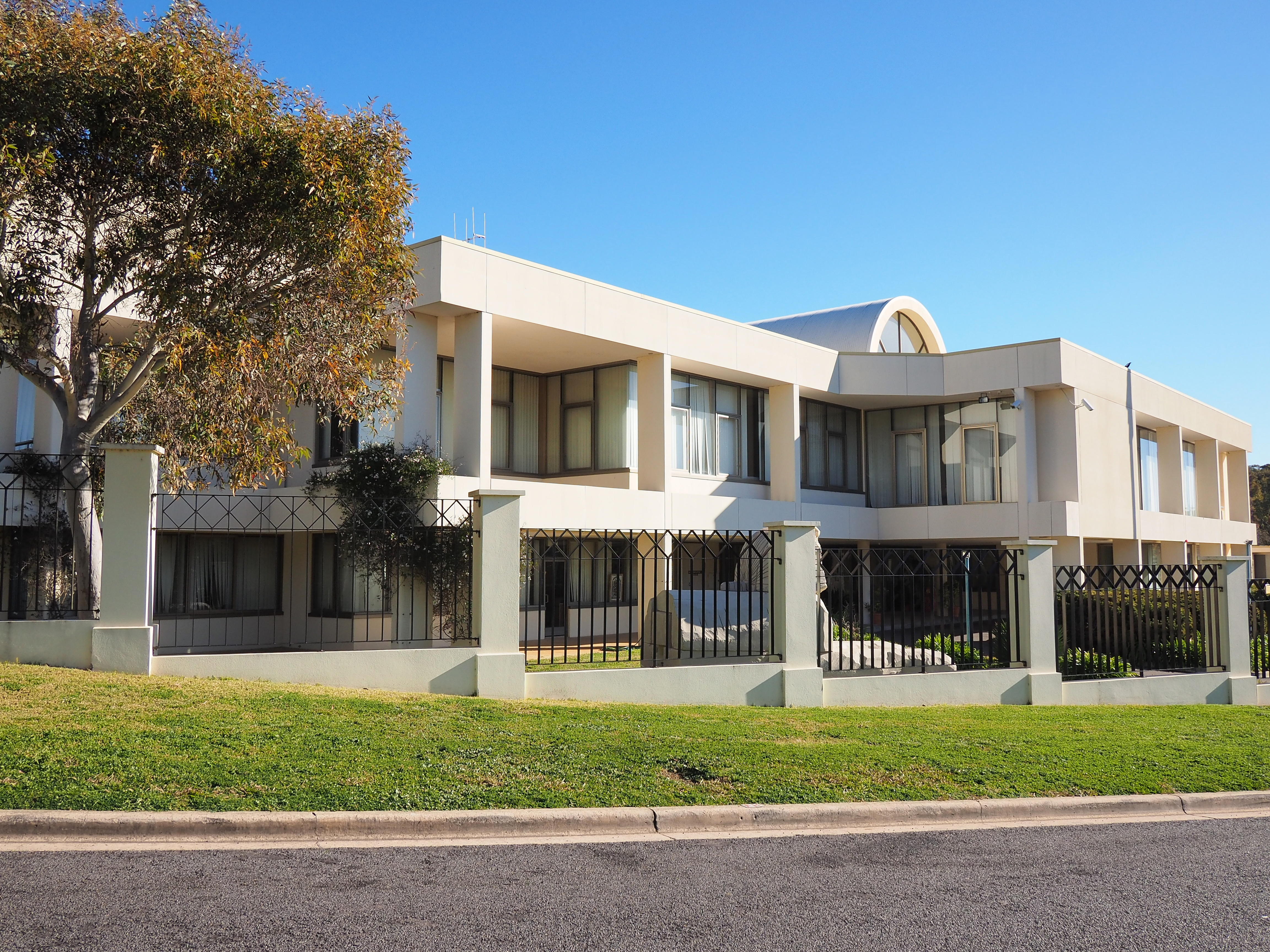
السفارة المصرية في كانبرا

- أستراليا
  - كانبرا (السفارة)
  - ملبورن (القنصلية العامة)
  - سيدني (القنصلية العامة)
- نيوزيلندا
  - ويلينغتون (السفارة)

## منظمات متعددة الأطراف
- - أديس أبابا (البعقة الدائمة لالاتحاد الأفريقي)
  - روما (منظمة الفاو)
- الاتحاد الأوروبي
  - بروكسل ( الاتحاد الأوروبي)
- الأمم المتحدة
  - جينيف (البعثة الدائمة لالأمم المتحدة ومنظمات دولية أخرى)
  - نيويورك (البعثة الدائمة لالأمم المتحدة)
  - نيروبي (البعثة الدائمة لالأمم المتحدة ومنظمات دولية أخرى)
  - فيينا (البعثة الدائمة لالأمم المتحدة)
- يونيسكو
  - باريس (البعثة الدائمة ليونيسكو)

## سفارات غير مقيمة
- كوستاريكا (بنما العاصمة)
- السلفادور (غواتيمالا العاصمة)
- لاوس (هانوي)
- غينيا بيساو (كوناكري)
- هندوراس (غواتيمالا العاصمة)
- جزر المالديف (كولومبو)
- الرأس الأخضر (داكار)
- نيكاراغوا (بنما العاصمة)
- تركمانستان (باكو)
- باراغواي (مونتيفيديو)
- ترينيداد وتوباغو (كاراكاس)
- تيمور الشرقية (جاكرتا)